# Liste des sites mégalithiques du Kent
Cette liste non exhaustive recense les principaux sites mégalithiques du Kent.

## Cartographie
Localisation des principaux sites mégalithiques du Kent
| : Complexes mégalithiques · : Alignements, henges, cromlechs · : Dolmens, menhirs, tumulus, cairns · |

## Liste
| Site                         | Type              | District              | Notes           | Coordonnées                 | Image |
| ---------------------------- | ----------------- | --------------------- | --------------- | --------------------------- | ----- |
| Tumulus d'Addington (en)     | Tumulus allongé   | Tonbridge and Malling |                 | 51° 18′ 28″ N, 0° 22′ 13″ E |       |
| Tumulus de Chestnuts (en)    | Tumulus allongé   | Tonbridge and Malling |                 | 51° 18′ 28″ N, 0° 22′ 10″ E |       |
| Tumulus de Coldrum (en)      | Tumulus allongé   | Tonbridge and Malling |                 | 51° 19′ 18″ N, 0° 22′ 22″ E |       |
| Julliberrie's Grave (en)     | Tumulus allongé   | Ashford               |                 | 51° 14′ 25″ N, 0° 58′ 27″ E |       |
| Kit's Coty House (en)        | Dolmen            | Tonbridge and Malling |                 | 51° 19′ 12″ N, 0° 30′ 11″ E |       |
| Little Kit's Coty House (en) | Tumulus allongé   | Tonbridge and Malling |                 | 51° 18′ 57″ N, 0° 30′ 05″ E |       |
| White Horse Stones           | Site mégalithique | Tonbridge and Malling | Deux mégalithes | 51° 18′ 55″ N, 0° 30′ 53″ E |       |